# Governatore di Aruba

Stendardo del Governatore

Il Governatore di Aruba è il rappresentante della monarchia dei Paesi Bassi sull'isola di Aruba.
Svolge una duplice funzione: rappresenta e tutela gli interessi generali del Regno dei Paesi Bassi ed è a capo del governo di Aruba. In tale veste, rende conto al sovrano dei Paesi Bassi. Il governatore non ha responsabilità politiche e non fa parte del gabinetto di Aruba.
La sua nomina spetta al monarca e il suo mandato dura per sei anni. Tale periodo può essere prorogato per un ulteriore mandato della durata di sei anni. Il governatore è sostenuto e affiancato da un Consiglio (Raad van Advies), composto da almeno cinque membri, nominati dal governatore; tali consiglieri lo sostengono negli atti amministrativi generali e nelle principali mansioni.
La figura del governatore di Aruba nacque il 1º gennaio del 1986, quando l'isola ottenne lo status di nazione costitutiva separandosi dalle Antille Olandesi.

## Elenco
| # | Nome (Nascita–Morte)      | Inizio mandato  | Fine mandato     |
| - | ------------------------- | --------------- | ---------------- |
| 1 | Felipe Tromp (1917–1995)  | 1º gennaio 1986 | 28 gennaio 1992  |
| 2 | Olindo Koolman (1942–)    | 29 gennaio 1992 | 1º maggio 2004   |
| 3 | Fredis Refunjol (1950–)   | 1º maggio 2004  | 31 dicembre 2016 |
| 4 | Alfonso Boekhoudt (1965–) | 1º gennaio 2017 | In carica        |